# Askinasia aethiopicus
Askinasia aethiopicus is een mijtensoort uit de familie van de Acaridae. De wetenschappelijke naam van de soort is voor het eerst geldig gepubliceerd in 1970 door Yunker.